# Boštjan
Boštjan je moško osebno ime, pa tudi priimek (na Koroškem).

## Izvor imena
Ime Sebastijan oziroma Sebastjan z danes prevladujočo skrajšano obliko Boštjan izhaja iz latinskega imena Sebastianus, ki je s končnico -ianus izpeljano iz grškega imena Σεβαστoς  (Sebastós). To ime razlagajo z grško besedo σεβαστoς (sebastós) v pomenu »častljiv, vzvišen, svetniški, cesarski«. Grško ime Σεβαστoς pa je pravzaprav prevod latinskega imena Avgustus (slovensko Avgust), ki se ga je prvi nadel rimski cesar Gaius Iulius Caesar Octavianus Augustus 

## Različice imena
- moške različice imena: Bastian, Bastijan, Bošt, Bošte, Sebastian, Sebastjan, Sebastijan, Sebjan
- ženske različice imena: Boštijana, Boštjana, Sebastiana, Sebastijana, Sebastina, Sebastjana

## Pogostost imena
Po podatkih Statističnega urada Republike Slovenije je bilo na dan 31. decembra 2007 v Sloveniji število moških oseb z imenom Boštjan: 10.047. Med vsemi moškimi imeni pa je ime Boštjan po pogostosti uporabe uvrščeno na 19. mesto.

## Osebni praznik
V koledarju je ime Boštjan (Sebastjan, Sebastijan) zapisano 20. januarja (sv. Sebastijan, mučenec, † 20. jan. v 3.stol.) 

## Priimki nastali iz imena
Iz imena Sebastijan oziroma Boštjan so nastali naslednji priimki: Basta, Baste, Bastl, Baš, Baša, Bašl, Baštijančič, Baštjančič, Bostele, Bostič, Boštijančič, Bostjančič, Bastl, Bošl, Boštele, Boštijančič, Boštjan, Boštjančič, Sabjan, Sabjanič, Sebeštjen, Sebjenič, Šabjan, Šeban, Šebeštjen, Šebijan, Šebjanič, Šebjenič, Vaš, Vaša, Vašel, Vašl, Vasle in drugi.

## Zanimivosti
Sv. Sebastijan je bil po legendi rimski stotnik in kristjan, ki je umrl mučeniške smrti v času vladanja cesarja Maksimijana. Sveti Sebastijan je veljal v Evropi za zavetnika zoper kugo (v koledarju 20. jan).
- V Sloveniji je več cerkva sv. Sebastijana. Po cerkvi se imenuje kraj Sv. Boštjan v občini Dravograd.
- Sebasté ali Sebastéa se je v antiki imenovalo več mest, posvečenih cesarju Avgustu. Sebastijani so bili prvotno verjetno prebivalci teh mest. Spomin na antično mesto Σεβαστoπoλις (Sebastopolis), po Ptolemaju Dioskuriada, sedaj ohranjena na polotoku Krimu kot mesto Sevastopol, kot ga je leta 1783 poimenoval Grigorij Aleksandrovič Potemkin.